# Ropica rugiscapa
Ropica rugiscapa là một loài bọ cánh cứng trong họ Cerambycidae.